# Prostamid/prostaglandin F2alfa sintaza
Prostamid/prostaglandin F2alfa sintaza (EC 1.11.1.20, prostamid/PGF sintaza, prostamidna F sintaza, prostamid/prostaglandinska F sintaza, tPGF sintaza) je enzim sa sistematskim imenom tioredoksin:(5Z,9alfa,11alfa,13E,15)-9,11-epidioksi-15-hidroksi-prosta-5,13-dienoat oksidoreduktaza. Ovaj enzim katalizuje sledeću hemijsku reakciju
tioredoksin + (5Z,9alfa,11alfa,13E,15S)-9,11-epidioksi-15-hidroksi-prosta-5,13-dienoat {\displaystyle \rightleftharpoons } tioredoksin disulfid + (5Z,9alfa,11alfa,13E,15S)-9,11,15-trihidroksiprosta-5,13-dienoat
Ovaj enzim sadrži tioredoksinski tip disulfida kao katalitičku grupu. Prostamid H2 i prostaglandin H2 su najbolji supstrati.

## Literatura
- Nicholas C. Price; Lewis Stevens (1999). Fundamentals of Enzymology: The Cell and Molecular Biology of Catalytic Proteins (Third изд.). USA: Oxford University Press. ISBN 019850229X.
- Eric J. Toone (2006). Advances in Enzymology and Related Areas of Molecular Biology, Protein Evolution (Volume 75 изд.). Wiley-Interscience. ISBN 0471205036.
- Branden C; Tooze J. Introduction to Protein Structure. New York, NY: Garland Publishing. ISBN 0-8153-2305-0.
- Irwin H. Segel. Enzyme Kinetics: Behavior and Analysis of Rapid Equilibrium and Steady-State Enzyme Systems (Book 44 изд.). Wiley Classics Library. ISBN 0471303097.
- William P. Jencks (1987). Catalysis in Chemistry and Enzymology. Dover Publications. ISBN 0486654605.

## Spoljašnje veze
- Prostamide/prostaglandin+F2alpha+synthase на 